# Очеретний Володимир Феодосійович
Володи́мир Феодо́сійович Очере́тний (* 28 березня 1938 — †11 лютого 2005) — журналіст, фотохудожник, краєзнавець. Заслужений журналіст України. Перебував у Національній спілці журналістів України з 1980 р.

## Біографія
Народився 28 березня 1938, с. Воронівці, нині Хмільницького району Вінницької області. Дитинство припало на воєнні роки. Виховувався у Тиврівському дитячому будинку. З 1948 по 1957 рік навчався в Тиврівській середній школі. В юності захоплювався гімнастикою, акробатикою (майстер спорту). У 1957 році вступив на навчання у Вінницьке ремісниче училище № 2, яке закінчив у 1959 році, набувши професію токаря. З 1959 по 1962 рік — строкова служба в армії, був тренером з гімнастики у м. Балашові Саратовської області, потім видобував вугілля на Донбасі.
Закінчив курси фотожурналістики при Київському державному університеті ім. Т. Шевченка. Перша публікація — у 1968 р. Впродовж 1975–1998 рр. працював фотокореспондентом Тиврівської райгазети «Маяк», обласного журналістського часопису «Південний Буг». Майстер високохудожніх світлин, учасник десятків виставок. Його фотографії як ілюстративний матеріал входять до багатьох книг та календарів, зокрема містяться у таких виданнях як — «Берегиня», «Учись фотографировать», «Піонерські календарі» «Культура і життя», «Вінниччина», подарункове видання «Отчий край», «Краю рідний, Україно», фотоальбом «Мальовнича Україна» та ін. Друкувався більш як в 50-ти газетах та журналах Радянського Союзу. Переможець і лауреат багатьох фотоконкурсів, зокрема газет «Правда України», «Літературна Україна», «Радянська освіта», «Патріот Батьківщини», «Друг читача», «Сільські вісті», «Радянська Україна»; журналів «Україна», «Журналіст України», «Соціалістична культура», «Ранок».
Відомий як живописець-портретист, різьбяр по дереву. Серед популярних світлин — портрети літераторів Олеся Гончара, Івана Драча, Володимира Забаштанського, Миколи Луківа, кобзаря Володимира Перепелюка, співаків Іво Бобула, Івана Поповича, Олександра Таранця, Дмитра Гнатюка, Йосипа Кобзона, В.Заркова, заслуженого діяча науки Давида Федоровича Вірника, космонавтів та ін.,
Створив графічні портрети композиторів П. Ніщинського, М. Леонтовича, К. Стеценка, академіка М. Калиновича, Героя Радянського Союзу, віцеадмірала Пилипенка В. С., заслуженого агронома Української РСР П. Т. Каська.
Постійно займався музейною роботою. Ініціатор створення пам'ятного знаку маршалу Р. Я. Малиновському, музею мовознавця М. Я. Калиновича, експозицій композиторів М. Леонтовича та К. Стеценка, художника М. Маловського, Тиврівського районного краєзнавчого музею, музею Тиврівської середньої школи, краєзнавчих музеїв смт Тростянець, с. Жахнівка, с. Красне, музею ткацтва в с. Івонівці Тиврівського району, музею громади с. Рахни-Лісові Шаргородського району. Власноруч на скелі понад Південним Бугом у Тиврові викарбував у камені пам'ятний знак, пов'язаний з подіями січневого рейду танкістів 1944 року. Займався громадською діяльністю, зокрема в Товаристві охорони пам'яток історії та культури.
Нагороджений премією Національної спілки журналістів України «Фотожурналіст року-2001». Почесний громадянин Тиврова, член Міжнародного фонду ім. К. Стеценка.
Помер 11 лютого 2005 р. і похований у смт Тиврові.
Тиврівською районною радою в пам'ять фотомитця засновано премію його імені, яка вручається щорічно місцевим майстрам фотосправи. У приміщенні Тиврівського ліцею-інтернату поглибленої підготовки в галузі науки відкрито світлицю В. Ф. Очеретного, де експонуються деякі його фотороботи. Скульптор Луцак Володимир Павлович створив бронзове погруддя В. Ф. Очеретного.